# Ребольедо, Раймундо
Райму́ндо Реболье́до Валенсуэ́ла (исп. Raimundo Rebolledo Valenzuela; род. 14 мая 1997, Копсепсьон, Чили) — чилийский футболист, защитник клуба «Универсидад Католика».

## Клубная карьера
Ребольедо — воспитанник клуба «Универсидад Католика». 12 июля 2016 года в матче Кубка Чили против «Сантьяго Морнинг» Раймундо дебютировал за основной состав. В 2017 году он дебютировал в чилийской Примере. Летом того же года для получения игровой практики Ребольедо на правах аренды перешёл в «Курико Унидо». 12 августа в матче против «Сантьяго Уондерерс» он дебютировал за новый клуб.

## Международная карьера
В 2017 года Ребольедо в составе молодёжной сборной Чили принял участие в молодёжном чемпионате Южной Америки в Эквадоре. На турнире он сыграл в матчах против команд Колумбии, Парагвая, Эквадора и Бразилии.